# Essorillement (animal)
Pour le supplice voir Essorillement (supplice)

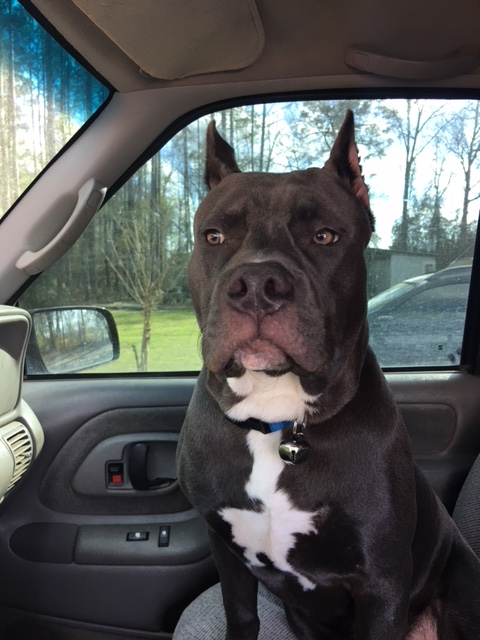
Pit bull avec les oreilles taillées

L'essorillement ou otectomie est une mutilation qui consiste à tailler la partie externe des oreilles d'un animal, généralement d'un chien, mais parfois également d'un cheval.
Le nom vient à l'origine d'un genre de supplice, employé au Moyen Âge en particulier contre les serfs, qui consistait à couper les oreilles de la victime.

## Chien
Chez le chien, la coupe de l'oreille a une visée principalement esthétique. Certains promoteurs de cette pratique avancent qu'il s'agit également d'une protection lors de la chasse ou de combats, bien qu'aucune preuve ne vienne étayer cette affirmation. Certaines races sont spécifiquement concernées : le Pinscher, le Dobermann, le Boxer, le Schnauzer, le Bouvier des Flandre, le Danois, le Boston Terrier et le Manchester Terrier par exemple.

### Histoire
Durant l'époque romaine, les oreilles des chiens étaient coupées pour éviter les blessures lors des combats ou de la chasse. La pratique de l'otectomie s'est imposée dans certains standards de races canins.

### Procédure
La coupe des oreilles consiste en l'ablation d'une partie de proportion variable de la portion caudale du pavillon externe de l'oreille. Elle a lieu chez le jeune chien âgé de quelques semaines à quelques mois. Selon les races, une proportion variable de l'oreille est retirée. Cette opération comporte des risques liés à l'anesthésie, mais aussi des risques d'hémorragie et d'infection. La longue plaie résultant de l'intervention induit nécessairement un certain niveau de douleur aiguë pour le chien, mais on ne dispose pas d'étude sur la douleur, aiguë ou chronique, ni d'information sur l'usage d'anesthésiants et d'analgésiques par les praticiens, ni d'études sur d'éventuelles conséquences délétères sur la communication sociale de l'animal.

### Éthique
Il s'agit d'une pratique qui n'est plus enseignée dans les facultés de médecine vétérinaire américaines. Certains vétérinaires avancent qu'il est préférable que quitte à être réalisée, cette procédure soit effectuée par des personnes qualifiées et non pas par des gens qui ne sont pas vétérinaires.

## Législation
L'essorillement à but non curatif des animaux de compagnie est interdit dans l'Union européenne ainsi qu'au Québec .